# Yvan Quentin
Yvan Quentin (ur. 2 maja 1970 w Collombey-Muraz) – szwajcarski piłkarz grający na pozycji lewego obrońcy. Bratanek innego piłkarza, René-Pierre’a Quentin.

## Kariera klubowa
Quentin rozpoczął karierę w FC Monthey. W 1989 roku przeszedł do FC Sion, w którego barwach w sezonie 1990/1991 zadebiutował w szwajcarskiej pierwszej lidze i w swoim pierwszym sezonie wywalczył ze Sionem wicemistrzostwo Szwajcarii. Zdobył także Puchar Szwajcarii, dzięki zwycięstwu 3:2 w finale nad BSC Young Boys. W sezonie 1991/1992 był już podstawowym zawodnikiem Sionu i wywalczył z tym klubem pierwsze w historii mistrzostwo Szwajcarii. Swój kolejny sukces Yvan osiągnął w 1995 zdobywając po raz kolejny krajowy puchar, a w kolejnych dwóch latach wraz z partnerami ze Sionu obronił to trofeum. W 1997 roku sięgnął po swój drugi w karierze tytuł mistrza kraju.
Latem 1998 roku Quentin przeszedł do Neuchâtel Xamax. W klubie tym występował tylko przez jeden sezon i nie osiągnął znaczących sukcesów. W 1999 roku ponownie zmienił barwy klubowe i został zawodnikiem FC Zürich. W 2000 roku zdobył z tą drużyną szwajcarski puchar, ale do 2003 roku ani razu zespół z Zurychu nie stanął na podium w rozgrywkach szwajcarskiej ekstraklasy. W sezonie 2003/2004 Quentin znowu był zawodnikiem FC Sion, ale tym razem grającego w rozgrywkach drugiej ligi. Po sezonie odszedł do maltańskiego zespołu Mqabba FC. W 2007 roku zakończył tam piłkarską karierę. Liczył sobie wówczas 37 lat.
| Sezon   | Klub            | Kraj       | Rozgrywki      | Mecze | Bramki |
| ------- | --------------- | ---------- | -------------- | ----- | ------ |
| 1990/91 | FC Sion         | Szwajcaria | Nationalliga A | 10    | 0      |
| 1991/92 | FC Sion         | Szwajcaria | Nationalliga A | 26    | 0      |
| 1992/93 | FC Sion         | Szwajcaria | Nationalliga A | 31    | 0      |
| 1993/94 | FC Sion         | Szwajcaria | Nationalliga A | 34    | 1      |
| 1994/95 | FC Sion         | Szwajcaria | Nationalliga A | 14    | 0      |
| 1995/96 | FC Sion         | Szwajcaria | Nationalliga A | 27    | 4      |
| 1996/97 | FC Sion         | Szwajcaria | Nationalliga A | 29    | 0      |
| 1997/98 | FC Sion         | Szwajcaria | Nationalliga A | 27    | 0      |
| 1998/99 | Neuchâtel Xamax | Szwajcaria | Nationalliga A | 13    | 0      |
| 1999/00 | FC Zürich       | Szwajcaria | Nationalliga A | 33    | 0      |
| 2000/01 | FC Zürich       | Szwajcaria | Nationalliga A | 33    | 0      |
| 2001/02 | FC Zürich       | Szwajcaria | Nationalliga A | 27    | 1      |
| 2002/03 | FC Zürich       | Szwajcaria | Nationalliga A | 28    | 1      |
| 2003/04 | FC Sion         | Szwajcaria | Nationalliga B | 0     | 0      |

## Kariera reprezentacyjna
W reprezentacji Szwajcarii Quentin zadebiutował 9 września 1992 roku w wygranym 3:1 domowym meczu z reprezentacją Szkocji. W 1994 roku został powołany przez selekcjonera Roya Hodgsona do kadry na Mistrzostwa Świata w Stanach Zjednoczonych. Tam Yvan wystąpił we wszystkich czterech meczach Helwetów: z USA (1:1), z Rumunią (4:1), z Kolumbią (0:2) oraz w 1/8 finału z Hiszpanią (0:3). Z kolei w 1996 roku był podstawowym zawodnikiem Szwajcarii na Euro 96 i jego dorobek na tym turnieju to trzy mecze: z Anglią (1:1), z Holandią (0:2) i ze Szkocją (0:1). Swój ostatni mecz w reprezentacji Quentin rozegrał w 2002 roku, a łącznie wystąpił w niej 41 razy.